# Platonisme mathématique
Pour les articles homonymes, voir Platonisme.
Le platonisme mathématique ou réalisme mathématique est une théorie épistémologique qui fonde l'objectivité scientifique sur l'existence d'entités mathématiques, nombres, grandeurs, figures géométriques ou structures, comme des êtres autonomes qui ne sont pas des artefacts de l'esprit humain. Ce ne sont pas des abstractions tirées du monde sensible, connues par les sens, ni de pures conventions, ni de simples instruments, mais des êtres jouissant d'une existence propre, comme les Idées de Platon, voire d'une dynamique propre, comme des entités biologiques ou les « effluves » de Plotin.
Selon le réalisme mathématique, les concepts mathématiques existent indépendamment de l'esprit humain. Les vérités mathématiques seraient immuables et universelles, et les mathématiciens joueraient le rôle de chercheurs qui explorent et révèlent ces vérités à travers des théorèmes et leurs démonstrations.

## L'enseignement oral de Platon
Platon dans son enseignement oral (vers 350 av. J.-C.) :

« Outre l'existence des choses sensibles et des Idées, Platon admet celle des Choses mathématiques [Nombres, Lignes, Surfaces, Solides], qui sont des réalités intermédiaires (Metaxu ), différentes, d'une part, des Choses sensibles, en ce qu'elles sont éternelles et immobiles, et, d'autre part, des Idées, en ce qu'elles sont une pluralité d'exemplaires semblables, tandis que l'Idée est en elle-même une réalité une, individuelle et singulière. »

— Aristote, Métaphysique, A, 6 ; B 1 ; K, 1 ; M, 1)

## L'argument d'indispensabilité pour le réalisme mathématique
Cet argument associé avec Willard Van Orman Quine et Hilary Putnam (aussi appelé l'argument d'indispensabilité de Quine-Putnam) soutient l'existence d'objets mathématiques abstraits, comme les nombres ou les ensembles. 
L'argument est le suivant:
- (P1) Nous devons nous engager sur l'existence de toutes les entités qui sont indispensables à nos meilleures théories scientifiques.
- (P2) Les entités mathématiques sont indispensables à nos meilleures théories scientifiques.
- (C) Donc, nous devons nous engager sur l'existence des entités mathématiques.

Un des points de débat est de trouver des exemples en science soutenant la deuxième prémisse (P2). En biologie le comportement périodique des cigales a été proposé comme exemple soutenant cette prémisse.

## Positions paradigmatiques de mathématiciens modernes
- Charles Hermite :

« Je vous ferais bondir, si j'osais vous avouer que je n'admets aucune solution de continuité, aucune coupure entre les mathématiques et la physique, et que les nombres entiers me semblent exister en dehors de nous et en s'imposant avec la même nécessité, la même fatalité que le sodium, le potassium, etc. »

— Correspondance avec Stieltjes, janv. 1889, Paris, éd. Gauthier-Villars, 1905, t. I, p. 332
- Alexandre Grothendieck en 1985 :

« La structure d’une chose n’est nullement une chose que nous puissions « inventer ». Nous pouvons seulement la mettre à jour patiemment, humblement en faire connaissance, la « découvrir ». S’il y a inventivité dans ce travail, et s’il nous arrive de faire œuvre de forgeron ou d’infatigable bâtisseur, ce n’est nullement pour « façonner », ou pour « bâtir », des « structures ». Celles-ci ne nous ont nullement attendues pour être, et pour être exactement ce qu’elles sont ! Mais c’est pour exprimer, le plus fidèlement que nous le pouvons, ces choses que nous sommes en train de découvrir et de sonder, et cette structure réticente à se livrer, que nous essayons à tâtons, et par un langage encore balbutiant peut-être, à cerner. »

— A. Grothendieck, Récoltes et semailles, p. P27, Université des sciences et technologies du Languedoc, Montpellier, 1985.

## Analyses d'épistémologues contemporains
« La réalité inhérente aux théories mathématiques leur vient de ce qu'elles participent à une réalité idéale qui est dominatrice par rapport à la mathématique, mais qui n'est connaissable qu'à travers elle. »

— Albert Lautman, Communication au IXe Congrès international de philosophie, Paris, 1937, in Actualités, n° 535, VI, p. 143, 1937
Une analyse critique de Jacques Bouveresse souligne qu'il existe une tendance actuelle à considérer le « platonisme mathématique » comme synonyme de « réalisme mathématique ». Selon Bouveresse, le platonisme implique un réalisme fort, affirmant « l'indépendance des êtres mathématiques non seulement par rapport aux formes a priori de la sensibilité et a fortiori par rapport aux données de la connaissance sensible en général, mais également par rapport à l'intellect, y compris, pour ceux qui veulent être tout à fait cohérents, par rapport à un intellect divin. »

### Sources
1. ↑  Colyvan, Mark, Indispensability Arguments in the Philosophy of Mathematics, The Stanford Encyclopedia of Philosophy  (édition automne 2014), Edward N. Zalta (ed.).
2. ↑  Baker, Alan. "Are there genuine mathematical explanations of physical phenomena?." Mind 114.454 (2005): 223-238.
3. ↑  Bouveresse J., Sur le sens du mot « platonisme », Conférence du 19 novembre 1998 à l’Université de Genève